# Mas de la Socarrada
El Mas de la Socarrada és un mas a l'oest del terme municipal de Bellaguarda (la Garrigues) catalogat en l'Inventari del Patrimoni Arquitectònic de Catalunya. En origen es destinà a residència d'estiu de la família, que vivien al mateix poble, al carrer major. Posteriorment fou habitat a intervals més o menys llargs per masovers que cuidaven la finca de vinya, els ametllers i les oliveres. Cal assenyalar l'existència, encara apreciable, del rètol "Bellaguardia", pintat a una de les parets laterals de l'edifici i que s'albira des de la carretera.
Mas ubicat a un lloc elevat de la finca, de planta rectangular, s'estructura en tres pisos: la planta baixa, el primer pis i les golfes on hi ha una galeria amb arcades. Està coberta a dues aigües amb teula àrab, i mostra la prestància que va tenir en temps anteriors, provocada per la severitat i ordenació simètrica de la composició. A la part posterior hi ha el corral.
Dins la finca es descobrí una fonteta al fons de la vall. S'hi accedeix per un estret caminal; ara resta tancada per una reixa sota una coberta de volta feta amb rajoleta. És una filtració natural però amb la particularitat que mai s'ha eixugat del tot, ni tan sols en les èpoques de sequera.